# A csendőr és a földönkívüliek
A csendőr és a földönkívüliek (eredeti cím: Le Gendarme et les Extra-terrestres) 1979-ben bemutatott francia film, amely a népszerű Csendőr-filmek ötödik része. Az élőszereplős játékfilm rendezője Jean Girault, producere Gérard Beytout. A forgatókönyvet Jacques Vilfrid és Richard Balducci írták. A zenéjét Raymond Lefevre szerezte. A főszerepben Louis de Funès látható. A mozifilm az S.N.C. (Société Nouvelle de Cinématographie) gyártásában készült. Műfaja sci-fi elemeket felvonultató bűnügyi filmvígjáték.
Franciaországban 1979. január 31-én mutatták be a mozikban, Magyarországon 1987-ben feliratosan jelent meg a MOKÉP gondozásában VHS-kazettán, szinkronnal 1991. augusztus 18-án az MTV2-n vetítették le a televízióban. A Magyar Televízió által készített változattal adták ki DVD-n.
Volt olyan elképzelés, hogy a Csendőr-sorozat hatodik része is földönkívüliekről szólna, a címe pedig Le Gendarme en orbite (A csendőr pályára áll) lenne. Végül a filmkészítők A csendőr és a csendőrlányok elkészítésére vállalkoztak.

## Cselekmény
Földönkívüliek szállnak le a Földre azzal a szándékkal, hogy tanulmányozzák a földiek életét és tulajdonságait. Veszélyt ugyan nem jelentenek, de hatalmas fölfordulást hoznak St. Tropez városának nyugodt életébe. A lények ugyanis megpróbálnak elvegyülni, s ezért felveszik az emberek, többek között a csendőrök alakját, amiből számtalan mulatságos galiba adódik.

## Szereplők
| Szereplő              | Színész              | Magyar hang        | Leírás                                                    |
| --------------------- | -------------------- | ------------------ | --------------------------------------------------------- |
| Ludovikusz Lütyő      | Louis de Funès       | Balázs Péter       | az őrmester, és a csendőrparancsnok.                      |
| Jeromos Gabaj         | Michel Galabru       | Kránitz Lajos      | a főtörzs.                                                |
| Ludovika Lütyő        | Maria Mauban         | Bencze Ilona       | Ludovikusz Lütyő felesége.                                |
| Cecília Gabaj         | Micheline Bourday    | Sáfár Anikó        | Jeromos Gabaj felesége.                                   |
| Ezredes               | Jacques François     | Tolnai Miklós      | az ezredes.                                               |
| Bimbula               | Maurice Risch        | Csurka László      | az egyik csendőr.                                         |
| Beléndek (Tricard)    | Guy Grosso           | Koroknay Géza      | az egyik csendőr.                                         |
| Agykár (Berlicot)     | Michel Modo          | Botár Endre        | az egyik csendőr.                                         |
| Topsi (Taupin)        | Jean-Pierre Rambal   | Buss Gyula         | az egyik csendőr.                                         |
| Angyalka              | France Rumilly       | Spilák Klára       | a legfőbb nővér.                                          |
| Berthier              | René Berthier        | ?                  | az ezredes segédje.                                       |
| Nővér                 | Madeleine Delavaivre | Nyírő Bea          | az egyik nővér, aki megtalálja Gabaj főtörzs sapkáját.    |
| Püspök atya           | Jean-Roger Caussimon | Perlaki István     | a püspök atya, a zárdában.                                |
| Olajoskannás tolvaj   | Mario David          | Dózsa László       | a szerelőtől ellopja az olajoskannáját.                   |
| Szerelőmunkás         | Pierre Repp          | Kiss Gábor         | a tolvaj ellopja a kannáját.                              |
| Kulipintyó tulajdonos | Henri Génès          | Beregi Péter       | a Kulipintyó vendéglő tulajdonosa.                        |
| Amerikai turistanő    | Toni Moor            | Balogh Erika       | a strandon konyakot fogyaszt, Johnny felesége.            |
| Johnny                | Percival Russel      | Márton András      | az amerikai turistanő férje.                              |
| Földönkívüliek        | Lambert Wilson       | Bor Zoltán         | az egyik földönkívüli, aki Bimbula csendőrrel találkozik. |
| Földönkívüliek        | N/A                  | Bolba Tamás        | az másik földönkívüli, a Kulipintyó vendéglőben.          |
| Pap                   | N/A                  | Pathó István       | a pap, a kápolnában.                                      |
| Topsi barátnője       | N/A                  | Váraljai Alexandra | Topsi csendőrrel barátkozik.                              |
| Titkár                | N/A                  | Izsóf Vilmos       | a titkár úr.                                              |
| Szárnysegéd           | N/A                  | Antal László       | a szárnysegéd úr.                                         |
| Csendőrök             | N/A                  | Kiss Gábor         | a két csendőr.                                            |
| Csendőrök             | N/A                  | Varga Tamás        | a két csendőr.                                            |

## Televíziós megjelenések
- magyar szinkron: TV-2, Duna TV, TV3, RTL Klub, Film+, Cool, Prizma TV / RTL+, Film+ 2, Humor+ / TV2 Comedy, Moziverzum
- feliratos: Zone Europa